# Hygrophila
- Commons
- Wikispecies

Hygrophila R.Br., segundo o Sistema APG II, é um gênero botânico da família Acanthaceae, originárias da Ásia.

## Sinonímia
| - Synnema Benth. - Asteracantha Nees - Cardanthera Buch.-Ham. ex Benth. - Hemiadelphis Nees | - Kita A.Chev. - Nomaphila Blume - Santapaua N.P.Balakr. & Subr. |

## Espécies
- Hygrophila abyssinica
- Hygrophila acinos
- Hygrophila acutangula
- Hygrophila acutisepala
- «Lista das espécies»

## Nome e referências
Hygrophila R.Br., 1810.

## Classificação do gênero
| Sistema | Classificação                       | Referência            |
| ------- | ----------------------------------- | --------------------- |
| APG II  | Ordem Lamiales, família Acanthaceae | APweb, versão 9, 2008 |